# Saccharomyces pastorianus
Saccharomyces pastorianus (biergist) is een gist, gebruikt voor de productie van ondergistende bieren (lagers). De gist zorgt voor het fermenteren van koolhydraten. De gist werd in 1870 door de Duitser Max Rees, professor in de botanie aan de Universiteit van Erlangen, vernoemd naar Louis Pasteur. De cellen van Saccharomyces pastorianus zijn rond tot eirond en hebben een diameter van 5–10 µm.
De gist is ook gekend onder het synoniem Saccharomyces carlsbergensis, dat regelmatig in wetenschappelijke literatuur gebruikt wordt. Deze naam wordt toegeschreven aan de Deense microbioloog Emil Christian Hansen maar is echter niet correct, vermits de gist reeds in 1870 beschreven werd als Saccharomyces pastorianus door Rees. Hansen werkte voor de Deense brouwerij Carlsberg in 1883 maar de gist werd pas door hem officieel beschreven als een aparte soort in 1908. Deze gist is het resultaat van een hybridisatie tussen twee zuivere Saccharomyces-soorten, een factor die heeft geleid tot moeilijkheden bij een goede taxonomie van deze soort.
Het metabolisme van Saccharomyces pastorianus is aeroob of anaeroob. Onder anaerobe omstandigheden is de alcoholproductie maximaal, onder aerobe condities de groei en vermenigvuldiging. De reacties die bij alcoholproductie plaatsvinden leveren ten opzichte van oxidatie van glucose (met zuurstof) zeer weinig energie op (2 moleculen ATP per molecuul glucose anaerobe en tot 38 moleculen ATP aeroob). Gist gebruikt onder anaerobe condities dus veel meer glucose dan als er wel zuurstof beschikbaar is, en produceert dan wel alcohol.

## Afstamming
Saccharomyces pastorianus is sinds 1985 bekend als een soort hybride tussen Saccharomyces cerevisiae en een andere Saccharomyces-gist maar de precieze aard van zijn ouders en de juiste taxonomie blijft het onderwerp van debat. Verschillende kandidaten voor de niet-cerevisiae ouder zijn voorgesteld, zoals CBS 1503 (voorheen S.monacensis) en CBS 395 (afwisselend bekend als S. bayanus bayanus of S.uvarum), een stam waarvan de taxonomie ook nog fel wordt bediscussieerd. Meestal wordt CBS 380 (Saccharomyces bayanus) toegeschreven als de tweede ouder, maar de oorsprong van de tweede ouderlijke soort is nog steeds discutabel omdat er nog niet voldoende over het genoom van de kandidaten van het niet-cerevisiae gedeelte van S. pastorianus bewezen is.